# Saison 2022 de la Major League Rugby
Navigation
2021 2023
La Major League Rugby 2022 est la 5e édition de la compétition qui se déroule de février à juin 2022. Elle oppose treize équipes représentatives des États-Unis et du Canada.

## Contexte
Après une tentative avortée à cause de la pandémie de Covid-19, les Jackals de Dallas rejoignent la ligue. Les Jackals évoluent au Choctaw Stadium d'Arlington, aménagé spécialement pour le rugby avec une capacité réduite à 4 000 places,.
Plusieurs équipes changent de stade, dont Rugby New York toujours à la recherche d'une implantation permanente. Cette fois-ci, le club évolue dans un petit stade, le JFK Stadium à Hoboken, dans le New Jersey. Le club se renomme aussi, enlevant "United" de son nom. 
Sans stade fixe l'an passé, le Legion de San Diego s'est trouvé une enceinte régulière. Le club jouera au SDSU Sports Deck, petit stade universitaire, en attendant la construction du Snapdragon Stadium.
Les Free Jacks de la Nouvelle-Angleterre changent aussi de stade, pour s'établir au Veterans Memorial Stadium de Quincy. Rugby ATL s'établit lui au Silverbacks Park, stade déjà utilisé par d'autres équipes amateurs de la ville. Après une année en exil, les Arrows de Toronto reviennent au Canada dans un de leurs anciens stades, le stade des York Lions, une enceinte totalement rénovée sur le campus de l'université York.
En juin 2022, les organisateurs annoncent la disqualification des Gilgronis d'Austin pour une « violation des règles ». Puis quelques jours plus tard, ce sont les Giltinis de Los Angeles qui sont disqualifiés. Les deux équipes ont la particularité d'être la propriété d'Adam Gilchrist.
Hôte de la finale, Rugby New York réussit in extremis à organiser celle-ci au sein de la Red Bull Arena, avec une officialisation du site à seulement quatre jours de la finale. À domicile, New York remporte son premier titre.

## Liste des équipes en compétition
| Austin Los Angeles Houston San Diego Seattle Utah Nlle-Angleterre Nlle-Orléans Washington New York Atlanta Toronto Dallas |

| Conférence | Équipe                               | Ville                    | Stade                         | Capacité |
| ---------- | ------------------------------------ | ------------------------ | ----------------------------- | -------- |
| Est        | Free Jacks de la Nouvelle-Angleterre | Quincy (Massachusetts)   | Veterans Memorial Stadium     | 5 000    |
| Est        | Gold de La Nouvelle-Orléans          | Metairie (Louisiane)     | Gold Mine                     | 10 000   |
| Est        | Old Glory DC                         | Leesburg (Virginie)      | Segra Field (en)              | 5 000    |
| Est        | Rugby New York                       | Hoboken (New Jersey)     | JFK Stadium                   | 2 000    |
| Est        | Rugby ATL                            | Atlanta (Géorgie)        | Silverbacks Park              | 5 000    |
| Est        | Arrows de Toronto                    | Toronto (Ontario)        | Stade York Lions              | 4 000    |
| Ouest      | Gilgronis d'Austin                   | Austin (Texas)           | Bold Stadium                  | 5 000    |
| Ouest      | SaberCats de Houston                 | Houston (Texas)          | Aveva Stadium                 | 5 000    |
| Ouest      | Giltinis de Los Angeles              | Los Angeles (Californie) | Los Angeles Memorial Coliseum | 77 500   |
| Ouest      | Legion de San Diego                  | San Diego (Californie)   | SDSU Sports Deck              | 3 000    |
| Ouest      | Seawolves de Seattle                 | Tukwila (Washington)     | Starfire Sports               | 4 500    |
| Ouest      | Warriors de l'Utah                   | Herriman (Utah)          | Zions Bank Stadium            | 5 000    |
| Ouest      | Jackals de Dallas                    | Arlington (Texas)        | Choctaw Stadium               | 4 000    |

## Draft universitaire
Les choix de draft sont les suivants :
| Tour | Choix | Joueur             | Poste                   | Franchise                            | Université                               |
| ---- | ----- | ------------------ | ----------------------- | ------------------------------------ | ---------------------------------------- |
| 1    | 1     | Eric Naposki       | Arrière                 | Jackals de Dallas                    | Université de Californie                 |
| 1    | 2     | Emmanuel Albert    | Troisième ligne         | SaberCats de Houston                 | Lindenwood University (en)               |
| 1    | 3     | Tavite Lopeti      | Centre                  | Seawolves de Seattle                 | Collège Saint Mary de Californie         |
| 1    | 4     | Logan Martin-Feek  | Demi d'ouverture        | Arrows de Toronto                    | Université de Victoria                   |
| 1    | 5     | Jonah Dietenberger | Pilier                  | Legion de San Diego                  | Lindenwood University (en)               |
| 1    | 6     | Chase Schor-Haskin | Troisième ligne         | Rugby New York                       | Life University                          |
| 1    | 7     | Caleb Strum        | Ailier                  | Gilgronis d'Austin                   | Université de l'Alabama                  |
| 1    | 8     | Cael Hodgson       | Centre, ailier          | Free Jacks de la Nouvelle-Angleterre | Lindenwood University (en)               |
| 1    | 9     | Joey Backe         | Talonneur               | Warriors de l'Utah                   | Université de l'Ouest du Michigan        |
| 1    | 10    | DeCor Davis        | Pilier                  | Jackals de Dallas                    | Queens University of Charlotte (en)      |
| 1    | 11    | George Sharpe      | Talonneur               | Gold de La Nouvelle-Orléans          | Université d'État de l'Arkansas          |
| 1    | 12    | Isaac Bales        | Talonneur               | Rugby ATL                            | Université de Louisville                 |
| 1    | 13    | Sam Klimkowski     | Pilier                  | Giltinis de Los Angeles              | Université de Notre-Dame-du-Lac          |
| 2    | 14    | Aaron Gray         | Ailier                  | Jackals de Dallas                    | Kutztown University of Pennsylvania (en) |
| 2    | 15    | Tinashe Muchena    | Troisième ligne         | SaberCats de Houston                 | Lindenwood University (en)               |
| 2    | 16    | Darell Williams    | Ailier                  | Seawolves de Seattle                 | Life University                          |
| 2    | 17    | Bryce Worden       | Pilier                  | Arrows de Toronto                    | Université de la Colombie-Britannique    |
| 2    | 18    | Thomas Capriotti   | Talonneur               | Legion de San Diego                  | Université d'État de Pennsylvanie        |
| 2    | 19    | Palema Roberts     | Centre                  | Old Glory DC                         | Life University                          |
| 2    | 20    | Asa Carter         | Troisième ligne         | Gilgronis d'Austin                   | Université d'État de l'Arkansas          |
| 2    | 21    | Anthony Adamcheck  | Pilier                  | Free Jacks de la Nouvelle-Angleterre | Université d'État de Pennsylvanie        |
| 2    | 22    | Christian Alvarez  | Demi de mêlée           | Gold de La Nouvelle-Orléans          | Université d'État de Pennsylvanie        |
| 2    | 23    | Alejandro Torres   | Demi d'ouverture        | Jackals de Dallas                    | Thomas More University                   |
| 2    | 24    | Connor Burns       | Arrière                 | Warriors de l'Utah                   | Lindenwood University (en)               |
| 2    | 25    | Coleson Warner     | Demi d'ouverture        | Rugby ATL                            | Lindenwood University (en)               |
| 2    | 26    | James O'Neill      | Troisième ligne         | Giltinis de Los Angeles              | Université de Victoria                   |
| 3    | 27    | Calvin Gentry      | Troisième ligne, centre | Jackals de Dallas                    | Université de Memphis                    |
| 3    | 28    | Dillon Shotwell    | Talonneur               | SaberCats de Houston                 | Université d'État Sam Houston            |
| 3    | 29    | Ethan Scott        | Demi d'ouverture        | Seawolves de Seattle                 | Université de Memphis                    |
| 3    | 30    | Carmen Consolino   | Demi d'ouverture        | Gold de La Nouvelle-Orléans          | American International College (en)      |
| 3    | 31    | Dominick Iacovino  | Arrière                 | Legion de San Diego                  | Grand Canyon University (en)             |
| 3    | 32    | Labi Koi-Larbi     | Centre                  | Old Glory DC                         | Université d'État de Pennsylvanie        |
| 3    | 33    | Brandon Asbel      | Talonneur               | Gilgronis d'Austin                   | Davenport University (en)                |
| 3    | 34    | Zach Bastres       | Centre                  | Free Jacks de la Nouvelle-Angleterre | Université du Nord du Colorado           |
| 3    | 35    | Sam Mace           | Talonneur               | Arrows de Toronto                    | Université d'Ottawa                      |
| 3    | 36    | Peter Reyes        | Pilier                  | Rugby New York                       | Kutztown University of Pennsylvania (en) |
| 3    | 37    | Emerson Prior      | Pilier                  | Warriors de l'Utah                   | Université Trent                         |
| 3    | 38    | Sean Akins         | Troisième ligne         | Rugby ATL                            | Université de l'Ouest du Michigan        |
| 3    | 39    | Gerald Lowe        | Troisième ligne         | Giltinis de Los Angeles              | Kutztown University of Pennsylvania (en) |

## Résumé des résultats

### Classement de la phase régulière

#### Conférence Est
| Rang | Club                                 | J  | V  | N | D  | Pm  | Pe  | Diff | Pts |
| ---- | ------------------------------------ | -- | -- | - | -- | --- | --- | ---- | --- |
| 1    | Free Jacks de la Nouvelle-Angleterre | 16 | 13 | 0 | 3  | 454 | 328 | +126 | 62  |
| 2    | Rugby ATL                            | 16 | 11 | 0 | 5  | 468 | 340 | +128 | 57  |
| 3    | Rugby New York                       | 16 | 11 | 0 | 5  | 433 | 408 | +25  | 56  |
| 4    | Arrows de Toronto                    | 16 | 8  | 0 | 8  | 414 | 390 | +24  | 41  |
| 5    | Gold de La Nouvelle-Orléans          | 16 | 4  | 0 | 12 | 358 | 517 | -159 | 25  |
| 6    | Old Glory DC                         | 16 | 3  | 0 | 13 | 422 | 591 | -169 | 23  |

|  | Qualifié pour la finale de conférence Est.    |
|  | Qualifié pour les barrages de conférence Est. |

#### Conférence Ouest
| Rang | Club                    | J  | V  | N | D  | Pm  | Pe  | Diff | Pts |
| ---- | ----------------------- | -- | -- | - | -- | --- | --- | ---- | --- |
| 1    | Gilgronis d'Austin      | 16 | 12 | 0 | 4  | 475 | 229 | +246 | 58  |
| 2    | Giltinis de Los Angeles | 16 | 11 | 0 | 5  | 443 | 283 | +160 | 54  |
| 3    | SaberCats de Houston    | 16 | 9  | 0 | 7  | 408 | 392 | +16  | 48  |
| 4    | Seawolves de Seattle    | 16 | 9  | 0 | 7  | 435 | 354 | +81  | 46  |
| 5    | Legion de San Diego     | 16 | 8  | 0 | 8  | 475 | 428 | +47  | 43  |
| 6    | Warriors de l'Utah      | 16 | 5  | 0 | 11 | 424 | 395 | +29  | 33  |
| 7    | Jackals de Dallas       | 16 | 0  | 0 | 16 | 198 | 752 | -554 | 4   |

|  | Qualifié pour la finale de conférence Ouest.    |
|  | Qualifié pour les barrages de conférence Ouest. |
|  | Exclu des phases finales.                       |

### Résultats
L'équipe qui reçoit est indiquée dans la colonne de gauche.		
| Clubs                                | ATL   | AUS   | DAL   | HOU   | DC    | LA    | NE    | NOLA  | NY    | SD    | SEA   | TOR   | UTAH  |
| ------------------------------------ | ----- | ----- | ----- | ----- | ----- | ----- | ----- | ----- | ----- | ----- | ----- | ----- | ----- |
| Rugby ATL                            |       | 29-14 |       | 29-22 | 55-22 | 19-31 | 27-41 | 45-19 | 31-36 |       |       | 34-23 |       |
| Gilgronis d'Austin                   |       |       | 43-7  | 43-5  | 57-12 | 22-9  | 17-25 |       |       | 44-28 | 17-6  |       | 24-10 |
| Jackals de Dallas                    |       | 3-57  |       | 33-38 |       | 12-56 |       | 26-32 | 5-41  | 14-53 | 12-34 |       | 5-33  |
| SaberCats de Houston                 |       | 14-29 | 31-6  |       |       | 21-11 |       |       | 7-10  | 20-31 | 21-19 | 29-17 | 31-27 |
| Old Glory DC                         | 13-27 |       |       | 41-59 | 50-10 |       | 25-41 | 22-31 | 49-59 |       |       | 5-29  | 22-21 |
| Giltinis de Los Angeles              |       | 10-8  | 47-7  | 17-12 |       |       | 19-15 |       | 43-0  | 26-13 | 27-35 |       | 19-28 |
| Free Jacks de la Nouvelle-Angleterre | 15-10 |       |       |       | 26-20 |       |       | 33-29 | 14-21 | 33-17 | 24-22 | 21-15 |       |
| Gold de La Nouvelle-Orléans          | 9-14  | 10-32 |       |       | 50-21 |       | 13-24 |       | 19-30 | 12-42 |       | 23-24 |       |
| Rugby New York                       | 3-38  |       |       |       | 35-31 |       | 29-38 | 36-28 |       | 26-23 | 30-22 | 10-14 |       |
| Legion de San Diego                  | 17-30 | 21-35 | 37-29 | 24-34 | 24-12 | 31-27 |       |       |       |       | 28-31 |       | 31-29 |
| Seawolves de Seattle                 |       | 18-25 | 74-7  | 43-36 |       | 12-31 |       | 24-25 |       |       |       | 21-8  | 20-17 |
| Arrows de Toronto                    | 14-20 |       | 57-0  |       | 32-27 | 16-31 | 33-18 | 53-36 | 17-41 | 34-32 |       |       |       |
| Warriors de l'Utah                   | 44-26 | 22-8  | 69-22 | 12-28 |       | 32-39 |       |       |       | 25-40 | 14-20 | 24-27 |       |

|  | Victoire à domicile |  | Match nul |  | Défaite à domicile |

Rencontre supplémentaire de la poule Est : 
| Clubs                                | ATL   | DC    | NE    | NOLA | NY | TOR |
| ------------------------------------ | ----- | ----- | ----- | ---- | -- | --- |
| Rugby ATL                            |       |       |       |      |    |     |
| Old Glory DC                         |       |       |       |      |    |     |
| Free Jacks de la Nouvelle-Angleterre |       |       |       | 57-5 |    |     |
| Gold de La Nouvelle-Orléans          | 17-34 |       |       |      |    |     |
| Rugby New York                       |       |       | 26-29 |      |    |     |
| Arrows de Toronto                    |       | 35-50 |       |      |    |     |

|  | Victoire à domicile |  | Match nul |  | Défaite à domicile |

## Phase finale
|  | Demi-finales de conférence           | Demi-finales de conférence           | Demi-finales de conférence | Demi-finales de conférence |                      |                      | Finales de conférence | Finales de conférence | Finales de conférence | Finales de conférence |  |  | Finale | Finale | Finale | Finale |
|  |                                      |                                      |                            |                            |                      |                      |                       |                       |                       |                       |  |  |        |        |        |        |
|  |                                      |                                      |                            |                            |                      |                      |                       |                       |                       |                       |  |  |        |        |        |        |
|  |                                      |                                      |                            |                            |                      |                      |                       |                       |                       |                       |  |  |        |        |        |        |
|  |                                      |                                      |                            |                            |                      |                      |                       |                       |                       |                       |  |  |        |        |        |        |
|  |                                      |                                      |                            |                            |                      |                      |                       |                       |                       |                       |  |  |        |        |        |        |
|  |                                      |                                      |                            |                            |                      |                      |                       |                       |                       |                       |  |  |        |        |        |        |
|  | Free Jacks de la Nouvelle-Angleterre | Free Jacks de la Nouvelle-Angleterre | 16                         | 16                         |                      |                      |                       |                       |                       |                       |  |  |        |        |        |        |
|  | Free Jacks de la Nouvelle-Angleterre | Free Jacks de la Nouvelle-Angleterre | 16                         | 16                         |                      |                      |                       |                       |                       |                       |  |  |        |        |        |        |
|  |                                      |                                      | Rugby New York             | Rugby New York             | 24                   | 24                   |                       |                       |                       |                       |  |  |        |        |        |        |
|  | Rugby ATL                            | Rugby ATL                            | Rugby New York             | Rugby New York             | 24                   | 24                   | 19                    | 19                    |                       |                       |  |  |        |        |        |        |
|  | Rugby ATL                            | Rugby ATL                            |                            |                            |                      |                      |                       | 19                    |                       |                       |  |  |        |        |        |        |
|  | Rugby New York                       | Rugby New York                       | 26                         | 26                         |                      |                      |                       |                       |                       |                       |  |  |        |        |        |        |
|  | Rugby New York                       | Rugby New York                       | 26                         | 26                         | Rugby New York       | Rugby New York       | 30                    | 30                    |                       |                       |  |  |        |        |        |        |
|  |                                      |                                      |                            |                            | Rugby New York       | Rugby New York       | 30                    | 30                    |                       |                       |  |  |        |        |        |        |
|  |                                      |                                      | Seawolves de Seattle       | Seawolves de Seattle       | 15                   | 15                   |                       |                       |                       |                       |  |  |        |        |        |        |
|  | Seawolves de Seattle                 | Seawolves de Seattle                 | Seawolves de Seattle       | Seawolves de Seattle       | 15                   | 15                   | 43                    | 43                    |                       |                       |  |  |        |        |        |        |
|  | Seawolves de Seattle                 | Seawolves de Seattle                 |                            |                            |                      |                      |                       |                       |                       |                       |  |  |        |        |        |        |
|  | Legion de San Diego                  | Legion de San Diego                  | 19                         | 19                         |                      |                      |                       |                       |                       |                       |  |  |        |        |        |        |
|  | Legion de San Diego                  | Legion de San Diego                  | 19                         | 19                         | Sabercats de Houston | Sabercats de Houston | 27                    | 27                    |                       |                       |  |  |        |        |        |        |
|  |                                      |                                      |                            |                            | Sabercats de Houston | Sabercats de Houston | 27                    | 27                    |                       |                       |  |  |        |        |        |        |
|  |                                      |                                      | Seawolves de Seattle       | Seawolves de Seattle       | 46                   | 46                   |                       |                       |                       |                       |  |  |        |        |        |        |
|  |                                      |                                      |                            |                            | 46                   | 46                   |                       |                       |                       |                       |  |  |        |        |        |        |
|  |                                      |                                      |                            |                            |                      |                      |                       |                       |                       |                       |  |  |        |        |        |        |
|  |                                      |                                      |                            |                            |                      |                      |                       |                       |                       |                       |  |  |        |        |        |        |
|  |                                      |                                      |                            |                            |                      |                      |                       |                       |                       |                       |  |  |        |        |        |        |
|  |                                      |                                      |                            |                            |                      |                      |                       |                       |                       |                       |  |  |        |        |        |        |

### Résultats détaillés

#### Finale
| 25 juin 2022 12 h | Rugby New York | 30 - 15 (19 - 8) | Seawolves de Seattle | Red Bull Arena, Harrison 1 979 spectateurs Arbitre : Federico Anselmi Mike Lash Cisco Lopez Nick Hannon (vidéo) |
| 25 juin 2022 12 h | Essai(s) : Tucker (8e), de pénalité (24e), Ellis (35e), Mayhew (56e) Transformation(s) : Emery (9e), de pénalité (24e) Pénalité(s) : Emery (50e) Drop(s) : Windsor (73e) Carton(s) jaune(s) : Tucker (66e) | Rapport          | Essai(s) : Iosefo (4e), Matenga (61e) Transformation(s) : Alatimu (62e) Pénalité(s) : Alatimu (13e) Carton(s) jaune(s) : Herbst (24e) | Red Bull Arena, Harrison 1 979 spectateurs Arbitre : Federico Anselmi Mike Lash Cisco Lopez Nick Hannon (vidéo) |
| 25 juin 2022 12 h | Homme du match (MVP) : Andy Ellis | Rapport          | | Red Bull Arena, Harrison 1 979 spectateurs Arbitre : Federico Anselmi Mike Lash Cisco Lopez Nick Hannon (vidéo) |

|  |  |

| Rugby New York · Titulaires · Nehe Milner-Skudder 15 · 75e Waisake Naholo 14 · Fa'asiu Fuatai 13 · Jason Emery 12 · Andrew Coe 11 · 63e Jack Heighton 10 · 59 - 68e Andy Ellis 9 · 73e Antonio Kiri Kiri 8 · Brendon O'Connor 7 · Will Tucker 6 · 48e Nate Brakeley 5 · Benjamín Bonasso 4 · 30 - 68e Wilton Rebolo 3 · 63e Dylan Fawsitt 2 · 54e Chance Wenglewski 1 · Remplaçants · 63e Kaleb Geiger 16 · 54e Nic Mayhew 17 · 30 - 68e Kalolo Tuiloma 18 · 48e Nick Civetta 19 · 73e Joe Basser 20 · 59 - 68e Conor McManus 21 · 63e Sam Windsor 22 · 75e Quinn Ngawati 23 · Entraîneur · Marty Veale |  |  |  | Seawolves de Seattle · Titulaires · 15 Mathew Turner 66e · 14 Ross Neal · 13 Dan Kriel · 12 David Busby 45e · 11 Martin Iosefo · 10 AJ Alatimu · 9 JP Smith (en) · 8 Riekert Hattingh · 7 Travis Larsen · 6 Andrew Durutalo 45e · 5 Rhyno Herbst · 4 Samu Manoa 59e · 3 Sam Matenga 68e · 2 James Malcolm 55e · 1 Mzamo Majola 73e · Remplaçants · 16 Harry McNulty 55e · 17 Kellen Gordon 73e · 18 Tani Tupou 68e · 19 Brad Tucker 45e · 20 Tommy Clark 59e · 21 Reid Watkins 59e · 22 Tavite Lopeti 45e · 23 Lauina Futi 66e · Entraîneur · Allen Clarke |

## Statistiques

### Meilleurs réalisateurs
| Rang | Joueur             | Club                                 | Poste            | Points |
| ---- | ------------------ | ------------------------------------ | ---------------- | ------ |
| 1    | AJ Alatimu         | Seawolves de Seattle                 | Demi d'ouverture | 159    |
| 2    | Beaudein Waaka     | Free Jacks de la Nouvelle-Angleterre | Demi d'ouverture | 151    |
| 3    | Joe Pietersen      | Legion de San Diego                  | Demi d'ouverture | 146    |
| 4    | Sam Malcolm        | Arrows de Toronto                    | Demi d'ouverture | 100    |
| 5    | Mack Mason         | Gilgronis d'Austin                   | Demi d'ouverture | 88     |
| 6    | Rohan Saifoloi     | Old Glory DC                         | Demi d'ouverture | 84     |
| 7    | Kurt Coleman       | Rugby ATL                            | Demi d'ouverture | 81     |
| 8    | David Coetzer      | Sabercats de Houston                 | Demi d'ouverture | 79     |
| 9    | Joaquin de la Vega | Rugby ATL                            | Arrière          | 76     |
| 10   | Jack Heighton      | Rugby New York                       | Demi d'ouverture | 67     |

### Meilleurs marqueurs
| Rang | Joueur                   | Club                 | Poste           | Essais |
| ---- | ------------------------ | -------------------- | --------------- | ------ |
| 1    | Ed Fidow                 | Rugby New York       | Ailier          | 12     |
| 2    | Riekert Hattingh         | Seawolves de Seattle | Troisième ligne | 10     |
| 2    | Dean Muir                | Sabercats de Houston | Talonneur       | 10     |
| 4    | Marko Janse van Rensburg | Rugby ATL            | Talonneur       | 9      |
| 4    | Junior Sa'u              | Old Glory DC         | Ailier          | 9      |

### Plus grand nombre de plaquages
| Rang | Joueur                | Club                                 | Poste           | Plaquages |
| ---- | --------------------- | ------------------------------------ | --------------- | --------- |
| 1    | Cory Gilliland-Daniel | Old Glory DC                         | Troisième ligne | 255       |
| 2    | Michael Smith         | Legion de San Diego                  | Troisième ligne | 240       |
| 3    | Slade McDowall        | Free Jacks de la Nouvelle-Angleterre | Troisième ligne | 232       |
| 4    | Josh Larsen           | Free Jacks de la Nouvelle-Angleterre | Deuxième ligne  | 232       |
| 5    | Brendon O'Connor      | Rugby New York                       | Troisième ligne | 222       |